# Эстаденс
Эстаде́нс (фр. и окс. Estadens) — коммуна во Франции, находится в регионе Юг — Пиренеи. Департамент — Верхняя Гаронна. Входит в состав кантона Аспе. Округ коммуны — Сен-Годенс.
Код INSEE коммуны — 31174.

## География
Коммуна расположена приблизительно в 660 км к югу от Парижа, в 80 км к юго-западу от Тулузы.

## Климат
Климат умеренно-океанический. Зима мягкая и снежная, весна характеризуется сильными дождями и грозами, лето сухое и жаркое, осень солнечная. Преобладают сильные юго-восточные и северо-западные ветры.

## Население
Население коммуны на 2010 год составляло 511 человек.
| 1962 | 1968 | 1975 | 1982 | 1990 | 1999 | 2010 |
| ---- | ---- | ---- | ---- | ---- | ---- | ---- |
| 478  | 426  | 390  | 303  | 425  | 428  | 511  |

## Администрация
| Период | Период | Фамилия      | Партия | Примечания |
| ------ | ------ | ------------ | ------ | ---------- |
| 2001   | 2008   | Жан Кампе    |        |            |
| 2008   | 2020   | Робер Мартен |        |            |

## Экономика
В 2010 году среди 306 человек трудоспособного возраста (15—64 лет) 225 были экономически активными, 81 — неактивными (показатель активности — 73,5 %, в 1999 году было 67,4 %). Из 225 активных жителей работали 208 человек (124 мужчины и 84 женщины), безработных было 17 (6 мужчин и 11 женщин). Среди 81 неактивных 24 человека были учениками или студентами, 28 — пенсионерами, 29 были неактивными по другим причинам.

## Достопримечательности
- Часовня Св. Павла (XV век). Исторический памятник с 1972 года[4]
- Церковь Св. Николая

## Фотогалерея

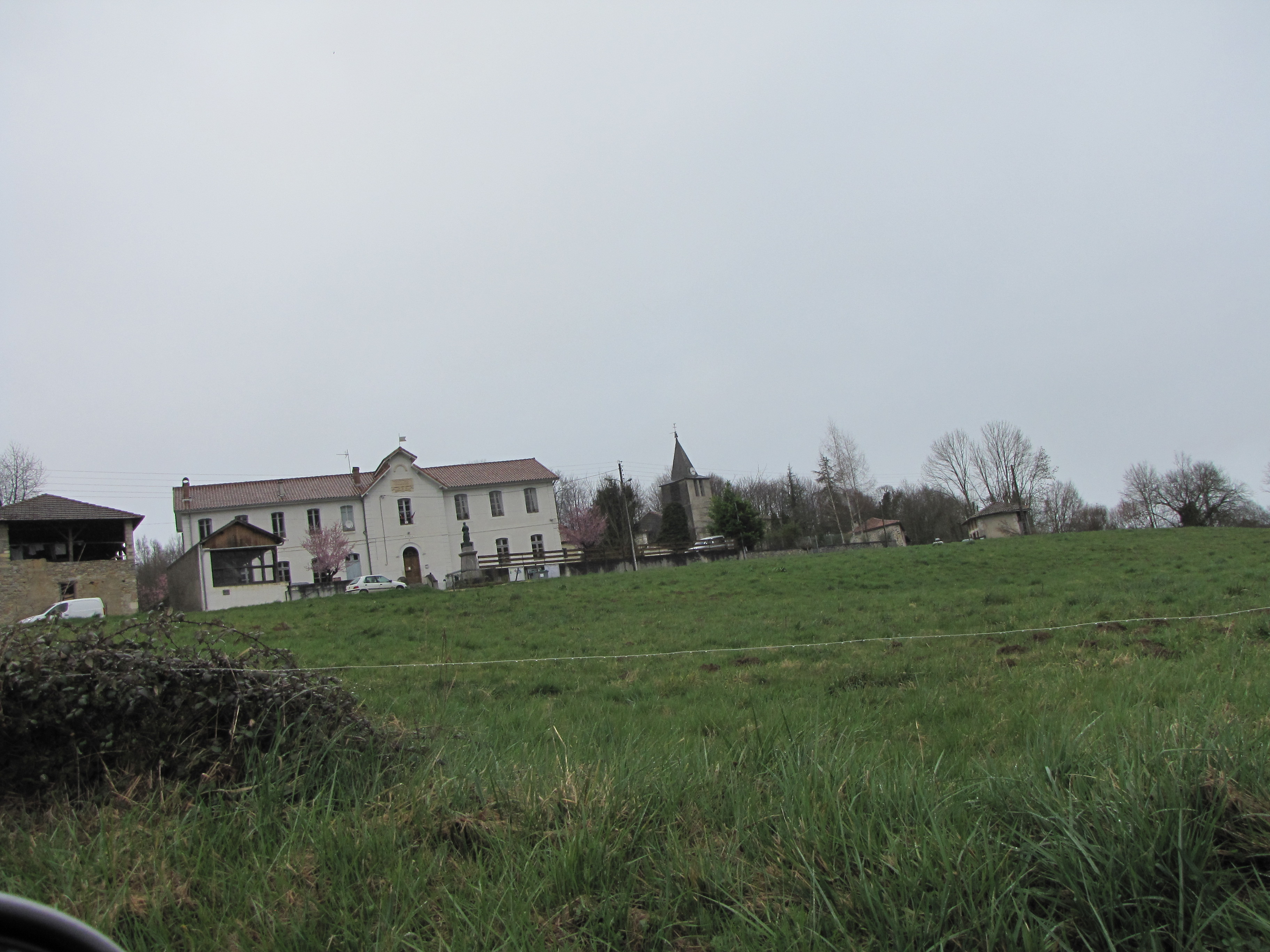
Мэрия
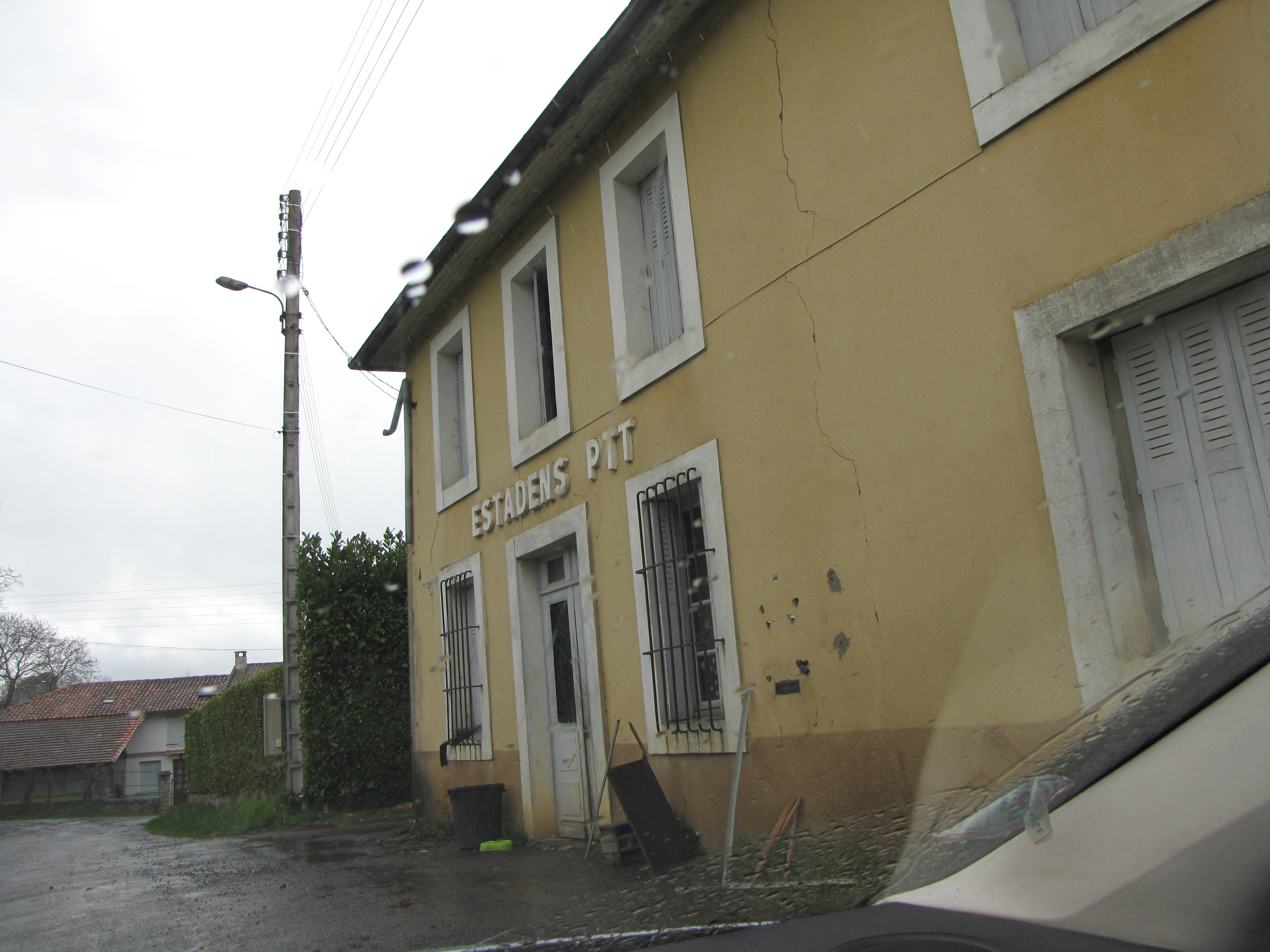
Бывшая почта
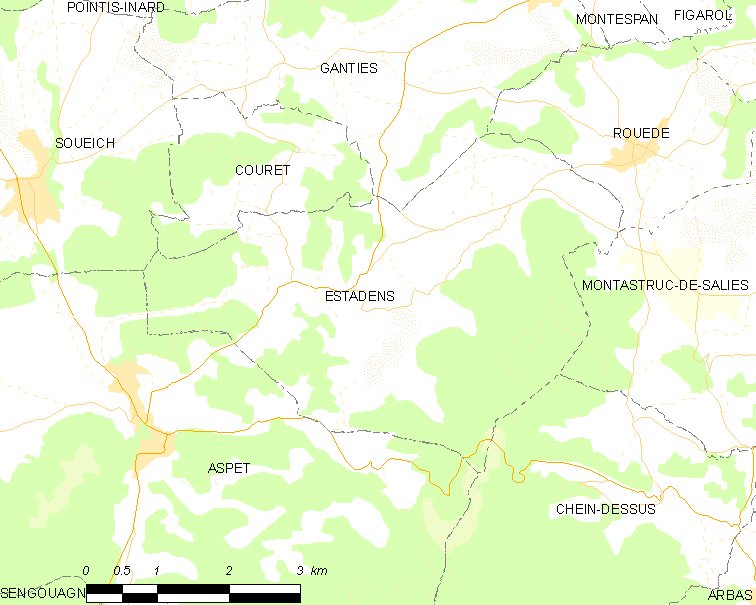
Карта коммуны